# Filip Jurišić
Filip Jurišić (1992.) hrvatski je jedriličar.

## Životopis
Porijeklom je s otoka Hvara. Njegovi roditelji Edi i Jelena Jurišić također su se bavili jedrenjem. Počeo je jedriti s devet godina. Srednju školu pohađao je u Splitu. Na Kineziološkom fakultetu u Splitu pohađa studij za trenera jedrenja.
Član je Jedriličarskoga kluba Mornar iz Splita. Na Svjetskom prvenstvu u jedrenju u Riviera Narayitu u Meksiku u svibnju 2022., u klasi ILCA 7 (ranije poznata kao Laser) osvojio je brončanu medalju. On je treći Hrvat koji je osvojio medalju na svjetskim prvenstvima u toj olimpijskoj klasi. Prije njega, to su uspjeli: Tonči Stipanović, koji ima jednu srebrnu i dvije brončane medalje te Mladen Makjanić, koji je osvojio broncu 1991. godine u Porto Carrasu. Po povratku, priređen mu je izuzetan doček u njegovom matičnom klubu JK Mornar u Splitu, kao i u njegovom rodnom gradu Hvaru. Osim ovog uspjeha, Filip  je proglašen najuspješnijim sportašem 2022. godine prema izboru Hrvatskog olimpijskog odbora.
Kvalificirao se za Olimpijske igre u Parizu 2024. godine. Pri tome je bio bolji od poznatoga hrvatskoga jedriličara i osvajača srebrne medalje na OI u Riju 2016. Tončija Stipanovića. U jednoj olimpijskoj klasi, može biti samo jedan predstavnik iz iste države.